# Mogens Klitgaard
Mogens Klitgaard, född den 23 augusti 1906 i Valby i Danmark, död den 23 december 1945, var en dansk novell- och romanförfattare.

## Biografi
Klitgaard blev tidigt föräldralös och kom på barnhem. I tidiga år visade han inga tecken på att bli författare, och han fick sitt första arbete som trädgårdsmästare i Rødvig. Under denna period gick han samtidigt på aftonskola för att lära skrivande och litteratur.
År 1922 lämnade Klitgaard sin plats i Rødvig och lämnade sina skyldigheter i samhället. Under de kommande tio åren levde han som vagabond och reste i stora delar av Europa, där han bl. a. arbetade som gatuförsäljare i Stockholm och diskare i Marseille.

### Författarskap
År 1933 fick Klitgaards rörliga liv ett abrupt slut när han lades in på Boserups sanatorium för tuberkulos. Under denna period var han ofta på Boserups bibliotek och läste de stora samtida författarna. Hans tidigare tankar på att bli författare kom till uttryck i hans arbete med science fiction-romanen Den sindsyges klode, som han dock inte fick utgiven.
Klitgaards genombrott kom 1937 med romanen "Der sidder en man i en sporvogn" och han kunde sedan helt och hållet ägna sig åt sitt litterära verk. På 1940-talet, var han en aktiv och framträdande medlem av styrelsen för det nyinrättade Forfattarforbundet. Detta medförde att han flydde till Sverige 1943  sedan flera av dess medlemmar arresterades under den tyska ockupationen.
I Sverige fortsatte han sitt författarskap och vid befrielsen av Danmark 1945, kunde han återvända hem, men några månader senare dog han som 39-åring av den tuberkulos som han aldrig hade kunnat helt bli helt återställd från.
År 1940 tilldelades Klitgaard Emma Bærentzens Legat.